# Acanthophila bimaculata
Acanthophila bimaculata is een vlinder uit de familie tastermotten (Gelechiidae). De wetenschappelijke naam van de soort is, als Dichomeris bimaculata [sphalm. "bimaculatus"], voor het eerst geldig gepubliceerd in 1994 door Youqiao Liu & Fanjun Qian. De combinatie in het geslacht Acanthophila werd in 2003 gemaakt door Margarita Gennadievna Ponomarenko en Mikhail Mikhailovich Omelko.

## Type
- holotype: "male, 10.V.1990"
- instituut: IZAS, Nanjing Forestry University, China
- typelocatie: "China, Fujian Province, Shunchang County"